# 해원군 묘
해원군 묘는 대한민국 경기도 의정부시 금오동에 있다. 1986년 3월 14일 의정부시의 향토문화재 제4호로 지정되었다.

## 개요
해원군 이건은 선조의 제7자인 인성군의 셋째 아들로 광해군 6년(1614) 출생, 맏형 해평군의 폐질로 습작하여 종자가 되었다. 인성군 배소에서 시봉하였고 부친의 하세 후, 신원되어 현록서작을 받았다. 49세를 일기로 하세했는데, 시호는 충효이며, 유고 규창집3권이 적상사고에 있었다. 부인 풍산심씨와 합장한 묘 주위에는 곡담을 둘렀고, 묘 하단부에는 호석을 설치했으며, 묘 앞 중앙에는묘갈비와 상석, 향로대를 그 좌우에는 각각 석인, 망주석, 문인석 등이 배치되어 있다. 묘비는 해원군이 하세한지 약 50년이 지난 뒤인 숙종 38년(1712)에 건립된 것이다. 묘의 직경은 6.2m, 높이는 2.3m이다. 한편, 묘에 오르기 전, 오른쪽 산 기슭에 위치한 신도비는 묘비보다 17년 뒤인 영조 5년(1729)에 세운 것으로 대석위에 신석을 꽂고 비두에 객석을 얹고 있는 통식이다. 대석 측면에는 화문을, 상면에는 연화문을 장식했다. 옥개석은 하면에 서까래, 낙수면에는 골기와를 조각했으며 팔작지붕 양식을 표현하고 있다. 신도비의 실측지는 높이 2.19m, 폭 90cm, 두께 36cm이다.